# 조선체육회 (예능)
《조선체육회》는 2023년 8월 4일부터 2023년 10월 27일까지 TV조선에서 방영된 예능 텔레비전 프로그램이다.

## 기획 의도
- "TV CHOSUN, 올해 종합편성채널 최초 항저우 아시안게임 중계! 스포츠의 명가로 거듭나기 위해 ‘조선체육회’ 본격 결성! 현역 시절 사고 좀 쳤던 레전드 스포츠 스타, 허재-김병현-이천수와 레전드 예능 MC 전현무가 뭉쳤다. 국가대항전 해설, 취재, 홍보, 응원 등의 업무를 맡게 된 이들 좌충우돌, 날 것 그대로의 리얼 다큐 스포츠 예능이 마침내 시작된다"

## 진행자
- 전현무

## 출연자
- 허재
- 김병현
- 이천수
- 조정식 (4회 ~ 11회)

## 게스트
- 손흥민
- 조규성
- 신유빈
- 박혜정, 김수현, 손영희, 윤하제, 정아람
- 허훈

## 편성 변경 및 결방
- 2023년 9월 29일 ~ 2023년 10월 6일 : 추석 연휴 및 2022 항저우 아시안 게임 중계방송으로 인한 결방.
- 2023년 10월 9일 : 항저우 아시안 게임 메달리스트 특집 밤 10시 편성. (9회)
- 2023년 10월 13일 : KEB하나은행 초청 대한민국 VS 튀니지 축구 국가대표 친선경기 중계방송으로 인한 결방.